# 漁師JJ
漁師 JJ（りょうし ジェイジェイ、1978年9月10日 - ）は、日本のブロガー、イラストレーター、ライター、web作家。東京都出身。

## 略歴
東京都西東京市出身。3歳から空想をはじめ、学生時代より本格的に空想活動に入る。専門学校を卒業後、就職を経た2004年8月にブログ『多重ロマンチック』を開設。同ブログは「プロレスファンはもちろん、そうでなくても楽しめてファンになっちゃう、ユーモア溢れる内容」と紹介された。2006年1月、オークラ出版刊『プロレス・K-1・PRIDEヤミ裏事件簿』にておすすめブログの一つとして取り上げられるなど、徐々にプロレス・格闘技サイトとしての人気を獲得。2008年8月、ライブドアブログの「芸能人・有名人ブログカテゴリー」に選抜された。
2009年2月、ダイヤモンド社刊「週刊ダイヤモンド」2009年2月28日号にてインフルエンスブロト「スポーツ全般」部門選出（プロレス情報ブログとしては唯一となる）。2009年4月、livedoorニュースにてプロレスニュースの配信（ブログとほぼ同内容）を開始。
2006年から2007年までキャラクターデザイナーとしてプロレス団体、UWAI STATIONに関わるなど多方面で活躍。ライターとしても扶桑社のプロレス雑誌などに寄稿している。

## 人物
- 初めてのプロレス観戦は小学生時代。アニメ『獣神ライガー』を観ようとして、プロレスラーの「獣神ライガー」の存在に驚いた[6]。また、レスラー軍団抗争Wシールなど当時のサブカルチャーから興味を持ったため、多角的なものの見方を提示することが多い。
- 影響を受けたものに、東京スポーツを挙げている[6]。
- 一時期、正体が巨乳の女子高生なのではとうわさになる[7]が、詳細は不明。
- のちに各種メディアで活躍するイラストレーター、二階堂綾乃や広く。をプロレス関係者で初めて取り上げた。またアメリカンバルーン（現WRESTLE-1）の来日にも携わった[8]。

## 執筆

### 雑誌
- 「Dropkick」（晋遊舎）[9]
- 「俺のプロレス」Vol.1、Vol.2（扶桑社） - コラム担当[2]

### ウェブ
- 『ニュースブロガー』（2009年4月 - 2010年9月、ライブドア「livedoorニュース」）
- 『ブログスポーツ』（2009年10月 - [10]、ライブドア「livedoorニュース」） - サイトリニューアルにより連載終了
- 『初心者でも楽しめる！プロレスを見るときの３ポイント』（2012年10月5日、モーニングスター「[サーチナ]」）[11]
- 『プロレス秘宝館』（2014年1月、東京スポーツ新聞社「BS東スポ」）

- 『【ライターコラム】プロレス豆知識』（2015年10月16日 - 2016年5月31日、インフォニア「プロレスTIME」）[12]
- 『多重ロマンチック的ぼくらのプロレス』（2012年8月10日 - 、ジグノシステムジャパン「ぼくらのプロレス」）[13]
- 『ズンドコ・トラブル興行研究会』（2017年4月 - 12月、Dropkick「Dropkickブロマガ」）

## デザイン、イラスト

### プロレスラー
- 覆面レスラー「マスクド・グランシャリオ」（マスクのみ）
- 覆面レスラー「プチシルマン」（マスク、コスチューム全般イメージ）

### 西口プロレス
- 西口プロレス「LEO」 - コスチューム

### シアタープロレス花鳥風月
- シアタープロレス花鳥風月 - 服部健太Tシャツ
- シアタープロレス花鳥風月 - 勝村周一朗Tシャツ[14]
- シアタープロレス花鳥風月 − 「Theatre」シャツ[15]
- ロビン・デスティニーシャツ（2017年）[16]

### 大衆プロレス松山座
- 大衆プロレス松山座 - はっとりけんた缶バッジ

### 音楽
- ロックバンド「NO NAME」オフィシャルメンバーイラスト[17][18]
- 山本淳一ハロウィンコンサート（2015年） - ポスターイラスト[19]

## 出演

### 雑誌
- 「SPRING」（2011年2月、バンタン・デザイン研究所） - 二階堂綾乃と対談[7]

### インターネット配信
- 『花鳥風月USTREAM』（2015年4月25日、7月25日、9月27日、10月24日、2016年1月9日、4月2日） - 漁師マスク名義

### 映画
- あ・く・あ 〜ふたりだけの部屋〜（2021年5月、Power Arts Production） - 喫茶店の客 役（カメオ出演）